# Satchellius mammalis
Petit Lombric des arbres
Espèce
Satchellius mammalis, le Petit Lombric des arbres, est une espèce de vers de terre de la famille des Lumbricidae appartenant au groupe des épigés qui se retrouve dans les prairies au sol humide.

## Description
Le Petit Lombric des arbres mesure de 3 à 4 cm de long  pour un diamètre de 1,5 à 2 mm et un poids de 0,8 à 1 g. Sa peau est irrisée de pourpre foncé et son anneau de fécondation, le clitellum, est jaune orangé plus ou moins violacé.

## Écologie
Satchellius mammalis est une espèce épigée qui vit à la surface des prairies et dans les amas de matière organique en décomposition. Elle apprécie les sols fortement à faiblement organiques et humides où elle crée des galeries sans ramifications au niveau des premières couches, qu'elle partage avec la faune endogée,.

## Biologie
Le Petit Lombric des arbres présente un régime alimentaire sapro-coprophage et une reproduction sexuée biparentale.

## Répartition
Cette espèce se retrouve sporadiquement en Europe de l'Ouest d'où elle est originaire. Plus précisément, elle est signalée en Allemagne, en Belgique, en Grande-Bretagne, au Danemark, en France, en Irlande et en Espagne. Sa présence est douteuse en Norvège.
Elle a été introduite en Amérique du Nord.

## Systématique
L'espèce Satchellius mammalis a été décrite pour la première fois en 1826 par le zoologiste français Jules-César Savigny (1777-1851) sous le protonyme Enterion mammale dans une publication rédigée par Georges Cuvier (1769–1832).

### Liste des sous-espèces
Selon World Register of Marine Species (23 décembre 2022) :
- Satchellius mammalis mammalis (Savigny in Cuvier 1826)
- Satchellius mammalis hispanicus Qiu & Bouché, 1998

### Synonymie
Satchellius mammalis a pour synonymes :
- Allolobophora celtica Rosa, 1886
- Allolobophora mammalis (Savigny in Cuvier 1826)
- Enterion mammale Savigny in Cuvier, 1826 (protonyme)

### Publication originale
- (fr) Georges Cuvier, 1826, « Analyse des travaux de l'Académie royale des Sciences pendant l'année 1821, partie physique », Mémoires de l'Académie Royale des sciences de l'Institut de France, vol. 5, p. 153-203, avec le résumé du Mémoire non-publié de Jules-César Savigny (p. 176-184) (lire en ligne).